# Provincia di Bordj Bou Arreridj
La provincia di Bordj Bou Arreridj  (in arabo ولاية برج بوعريري) è una delle 58 province dell'Algeria. Prende il nome dal suo capoluogo Bordj Bou Arreridj.

## Popolazione
La provincia conta 628.475 abitanti, di cui 320.786 di genere maschile e 307.689 di genere femminile, con un tasso di crescita dal 1998 al 2008 dell'1.3%.

## Geografia antropica

### Suddivisioni amministrative
Questa provincia è composta da 10 distretti divisi in 34 comuni

1. Bou Arreridj•
2. Aïn Taghrout•
3. Ras El Oued •
4. Bordj Ghedir •
5. Bir Kasdali •
6. El Hamadia •
7. Mansoura •
8. Medjana •
9. Bordj Zemoura •
10. Djaafra

| Distretto          | Municipalità                                             |
| ------------------ | -------------------------------------------------------- |
| Bordj Bou Arreridj | Bordj Bou Arreridj                                       |
| Aïn Taghrout       | Aïn Taghrout, Tixter                                     |
| Ras El Oued        | Ras El Oued, Aïn Tesra, Ouled Brahem                     |
| Bordj Ghedir       | Bordj Ghedir, El Anseur, Belimour, Ghilassa, Taglait     |
| Bir Kasd Ali       | Bir Kasd Ali, Sidi Embarek, Khelil                       |
| El Hamadia         | El Hamadia, El Ach, Ksour, Rabta                         |
| Mansoura           | Mansoura, Ben Daoud, El M'hir, Haraza, Ouled Sidi Brahim |
| Medjana            | Medjana, El Achir, Hasnaoua, Teniet En-Nasr              |
| Bordj Zemoura      | Bordj Zemoura, Ouled Dahmane, Tassameurt                 |
| Djaâfra            | Djaâfra, Colla, El Main, Achabou                         |